# Карасуський сільський округ (Карасуський район)
Карасу́ський сільський округ (каз. Қарасу ауылдық округі, рос. Карасуский сельский округ) — адміністративна одиниця у складі Карасуського району Костанайської області Казахстану. Адміністративний центр — село Карасу.
Населення — 4780 осіб (2021; 5947 у 2009, 8132 у 1999, 10195 у 1989).
Станом на 1989 рік існували Восточна сільська рада (селища Аликпаш, Восток, Жумагул), Карасуська сільська рада (село Карасу), Майська сільська рада (село Майське, селища Карашилік, Талди) та Тюнтюгурська сільська рада (село Тюнтюгур, селища Козубай, Суйгенсай), з 1993 року — Восточний сільський округ, Карасуська сільська адміністрація, Майська сільська адміністрація, Тюнтюгурський сільський округ. У період 1999—2009 років лівквідовано Тюнтюгурський сільський округ, села Козубай та Тюнтюгур включено до складу Воточного сільського округу, село Суйгенсай передано до складу Карамирзинського сільського округу, Майська сільська адміністрація включена до складу Восточного сільського округу. Села Аликпаш та Козубай були ліквідовані 2017 року. 2019 року до складу Карасуської сільської адміністрації була включена територія ліквідованого Восточного сільського округу і вона стала округом.

## Склад
До складу округу входять такі населені пункти:
| Населений пункт   | Старі назви | Населення, осіб (1989) | Населення, осіб (1999) | Населення, осіб (2009) | Населення, осіб (2021) |
| ----------------- | ----------- | ---------------------- | ---------------------- | ---------------------- | ---------------------- |
| Восток, село      | -           | 1805                   | 1369                   | 1421                   | 1210                   |
| --Аликпаш, село   | -           | 308                    | 211                    | 115                    | 1                      |
| Жумагул, село     | -           | 277                    | 190                    | 129                    | 78                     |
| Карасу, село      | -           | 5147                   | 4734                   | 3728                   | 3393                   |
| Карашилік, селище | -           | 131                    | -                      | -                      | -                      |
| Майське, село     | -           | 1222                   | 852                    | 315                    | 39                     |
| Талди, селище     | -           | 2                      | -                      | -                      | -                      |
| Тюнтюгур, село    | -           | 1054                   | 544                    | 158                    | 58                     |
| --Козубай, село   | -           | 249                    | 232                    | 81                     | 1                      |